# Varetz

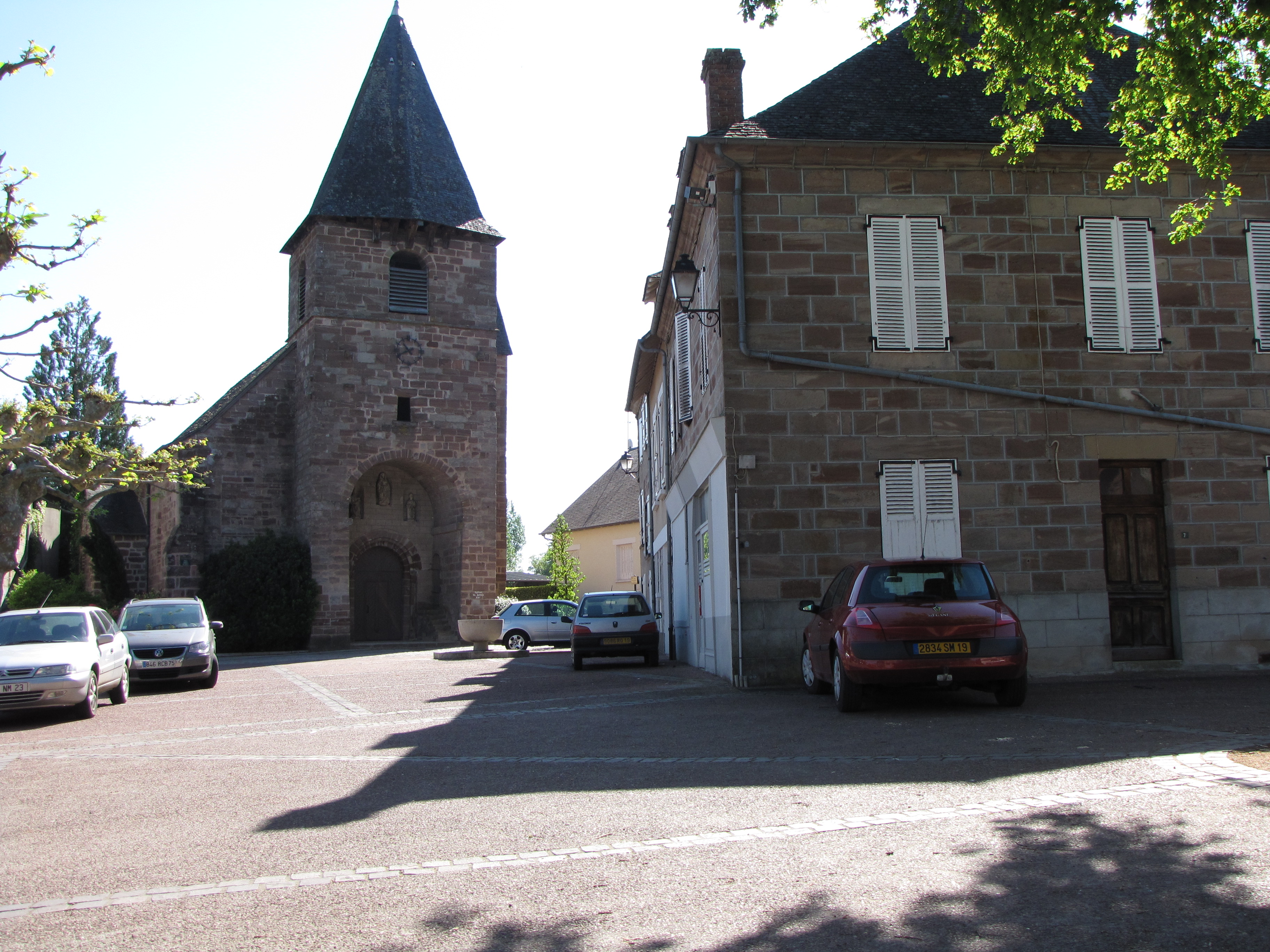
Kościół w Varetz, 2009

Varetz – miejscowość i gmina we Francji, w regionie Nowa Akwitania, w departamencie Corrèze.
Według danych na rok 1990 gminę zamieszkiwało 1851 osób, a gęstość zaludnienia wynosiła 91 osób/km² (wśród 747 gmin Limousin Varetz plasuje się na 52. miejscu pod względem liczby ludności, natomiast pod względem powierzchni na miejscu 330.).